# جزيرة الوكلية
قرية جزيرة الوكلية هي إحدى القرى التابعة لمركز الفشن في محافظة بني سويف في جمهورية مصر العربية. حسب إحصاءات سنة 2006، بلغ إجمالي السكان في جزيرة الوكلية 4173 نسمة، منهم 2115 رجل و2058 امرأة.